# Concressault
 Concressault  es una población y comuna francesa, situada en la región de  Centro, departamento de Cher, en el distrito de Bourges y cantón de Vailly-sur-Sauldre.

## Demografía
| 298 | 261 | 232 | 216 | 236 | 214 |
| Para los censos de 1962 a 1999 la población legal corresponde a la población sin duplicidades (Fuente: INSEE [Consultar]) |     |     |     |     |     |